# Nieuwerck

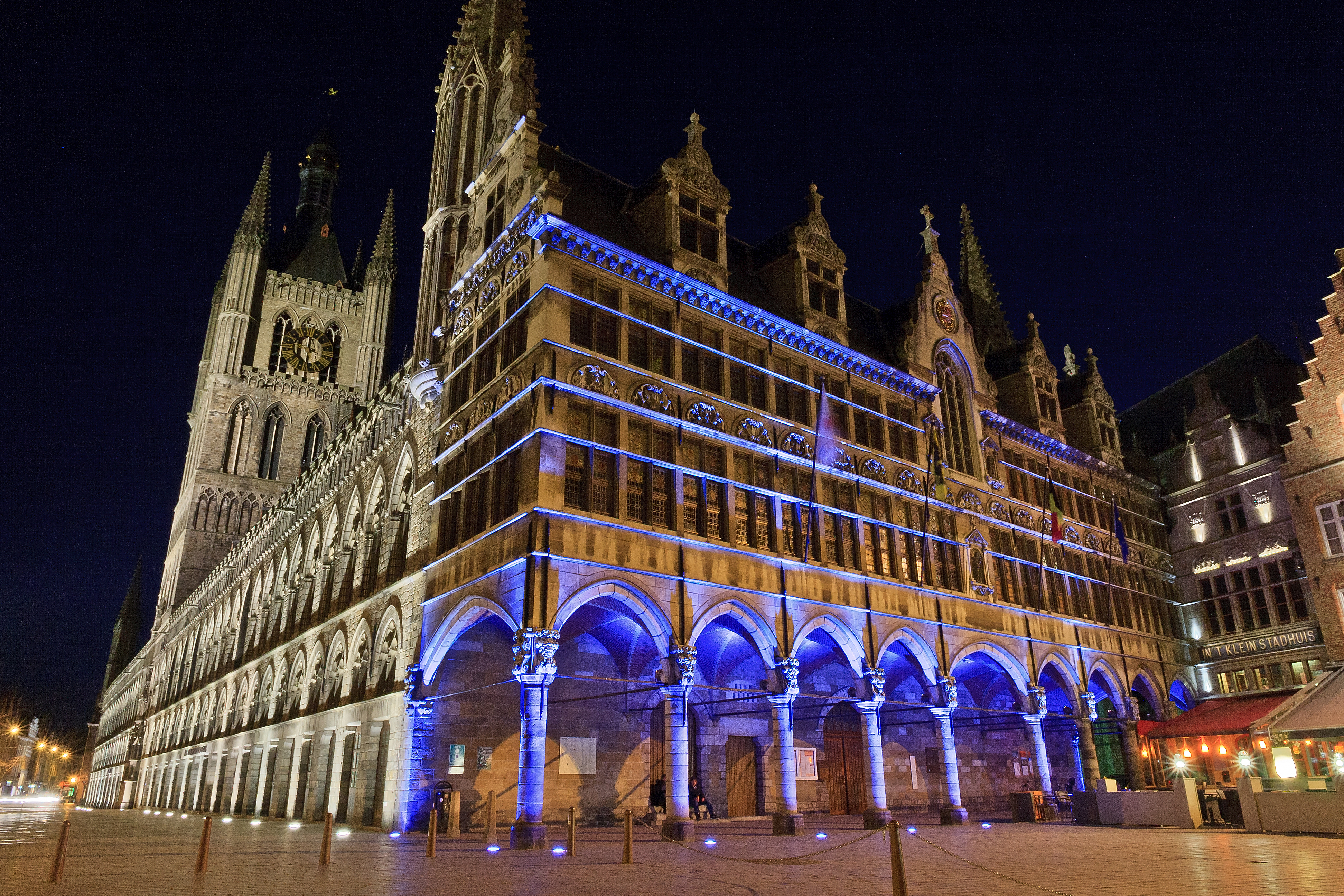
Op 2 april 2013 werd het Nieuwerck blauw uitverlicht, ter gelegenheid van Wereld Autismedag

Het Nieuwerck is een renaissancegebouw in de Belgische stad Ieper. Het is een oostelijke aanbouw van de Lakenhallen van Ieper aan de Grote Markt. Onder het Nieuwerck bevindt zich de toegang tot het voormalige stadhuis. Het gebouw rust op een spitse bogenrij en heeft grote kruisramen en klassieke kerkramen. Dit zorgt ervoor dat het gebouw tamelijk gotisch aandoet, ware het niet van de versieringen in de boogvelden en aan de topgevels die duidelijk neigen naar de renaissance. Het ontwerp van het Nieuwerck is van J. Sporeman.

## Geschiedenis
In 1570 werden reeds plannen gemaakt voor het Nieuwerck. Aan de oostzijde van de Lakenhallen stond vroeger het Gulden Halleke, dat in 1360 in hout was opgetrokken. Het houten bouwwerk werd in 1618 afgebroken en vanaf 1620 werd het Nieuwerck opgetrokken. Het werd in 1621 al voltooid maar omwille van problemen met de stabiliteit werd het meteen weer afgebroken, in 1622 herbouwd en eind dat jaar voltooid. Het ontwerp is van J. Sporeman. Het gebouw fungeerde tot in 1794 als schepenhuis. Naast het Nieuwerck werd in 1623 ook de conciërgewoning, nu gekend als Klein Stadhuis, in gelijkaardige stijl herbouwd.
In de periode 1862-1867 werd het Nieuwerck gerestaureerd naar plannen uit 1859-1860. Het meeste werd afgebroken en wederopgebouwd. De eerste steen werd gelegd door minister Alphonse Vandenpeereboom.
In de Eerste Wereldoorlog werd Ieper verwoest en ook de lakenhallen met het belfort en het Nieuwerck werden vernield. Van het Nieuwerck bleven enkel nog de zuilen staan. Na de oorlog begon de wederopbouw van de lakenhallen, die echter werd onderbroken door de Tweede Wereldoorlog. Pas begin jaren 50 werd het Nieuwerck weer opgebouwd onder leiding van de architect P.A. Pauwels. Het deed weer dienst als stadhuis, met de raadszaal, de kabinetten van burgemeester, schepenen en stadssecretaris, en een aantal administratieve diensten. In 2016 verhuisde dit alles naar het Auris-gebouw op het Ieper Business Park. 

## Kunstwerken
Het wapen van de Spaanse Filips IV, die in 1622 ook over Vlaanderen regeerde, prijkt boven het kapelraam. De beelden van de rechtvaardigheid en de voorzichtigheid vinden een plaatsje in de zijnissen. De onderste nis is gereserveerd voor het beeld van O.L. Vrouw van Thuyne.
De toegang tot het Yper Museum is onder het Nieuwerck. Rechts in de inkomhal vindt men een plattegrond van de Hallen. Aan de muren zijn er houten beelden die uit de 15de en 16de eeuw komen. Portretten van de Ieperse burgemeesters sedert 1830 zijn terug te vinden in de galerij.
In de raadzaal van het stadhuis bevinden zich ontwerpen van muurschilderingen van Charles de Groux (deze taferelen beelden de middeleeuwse bloeiperiode van Ieper uit als lakenstad) en een prachtig gebrandschilderd glasraam van de Bruggeling Arno Brys, uit 1970.

## Heden
Het Nieuwerck is de ingang voor het Yper Museum, waar elf eeuwen stedelijke geschiedenis worden gepresenteerd. De voormalige raadszaal blijft beschikbaar voor huwelijken en stedelijke vieringen. In de westvleugel bevinden zich instanties die een culturele functie vervullen.